# Святодух, Тамара Павловна
Тамара Павловна Святодух — советский хозяйственный деятель, Герой Социалистического Труда.

## Биография
Родилась в 1940 году в селе Канавы. Член КПСС.
Окончила Бабайковский зооветеринарный техникум в Царичанском районе Днепропетровской области, Харьковский ветеринарный институт.
В 1959—1967 — заведующая свинофермой, в 1967—1980 — главный зоотехник, в 1980—1991 годах — председатель колхоза «Червоный партизан» Верхнеднепровского района Днепропетровской области.
Указом Президента СССР от 8 августа 1991 года присвоено звание Героя Социалистического Труда с вручением ордена Ленина и золотой медали «Серп и Молот».
Делегат XIX конференции КПСС.
В 1991—2000 годах — руководитель агрофирмы «Мишурин Рог».
Умерла в 2018 году в Мытищах.

## Награды и звания
- Герой Социалистического Труда (08.08.1991)
- Орден Ленина (05.12.1985, 08.08.1991)
- Орден Трудового Красного Знамени (06.03.1981)
- Орден Знак Почёта (1970)